# Brutalismus 3000
Brutalismus 3000 (aussi abrégé B3000) est un groupe de musique électronique allemand, originaire de Berlin-Neukölln. Il est formé en 2019 et composé de Victoria Vassiliki Daldas et Theo Zeitner. Leur style musical est catégorisé techno hardcore et gabber. Le duo est sous contrat avec le label et collectif d'artistes berlinois Live from Earth.

## Histoire
Daldas et Zeitner se sont rencontrés en 2018,. Zeitner commence à produire de la musique vers 2012. Daldas jouait du piano et chantait dans la chorale de son école. Des goûts musicaux similaires ont donné au couple l'idée de produire eux-mêmes de la musique ensemble,. Le premier EP du duo, Amore Hardcore, sort en avril 2020. Leur deuxième EP, Liebe in Zeiten der Kola, sort vers la fin de la même année. En 2021, le duo se produit au festival Boiler Room. L'enregistrement est visionné plus de 6 millions de fois. Le troisième EP du duo, Eros Massacre, sort fin avril 2022. Début avril 2023 suit le premier album Ultrakunst via With et Live from Earth, qui atteint la 11e place des classements officiels des albums allemands trois semaines après sa sortie. Le premier clip vidéo du duo est publié début mars pour le single Die Liebe kommt nicht aus Berlin. Brutalismus 3000 se fait connaître avec ses morceaux provocateurs et controversés comme Ich hab meine Tage im Berghain, Satan was a Babyboomer, No Sex with Cops et la réinterprétation 3isbär de la chanson Eisbär de Grauzone de la Neue Deutsche Welle.
Brutalismus 3000 a joué ses sets à l'international dans différents festivals et clubs, comme le Berghain à Berlin. En 2022, Daldas et Zeitner se sont notamment produits au festival Pohoda en Slovaquie et au Hive Festival. En 2023, ils participent aux festivals Primavera et Melt et ont entamé une tournée internationale avec des spectacles dans différents pays européens.

## Style musical et influences
Fridl Achten décrit leur style musical comme déterminante pour la culture rave allemande actuelle.
Leur style consiste en une combinaison de beats techno durs et de textes provocants, souvent chargés sexuellement ou politiquement explosifs. Leur style est surtout influencée par le punk et l'electroclash des années 2000 et le groupe DAF est une source d'inspiration importante,. Le duo qualifie lui-même son genre de nu-gabber-post-techno-punk. La musique est multilingue, outre de nombreux titres en allemand, le duo peut également présenter des textes en anglais et en slovaque. La voix déformée de la protagoniste vocale Daldas est un élément de style et un signe distinctif.
Les textes abordent souvent des thèmes tels que la critique sociale, la critique de la scène techno actuelle et des événements historiques. Les films constituent une source d'inspiration importante pour la musique. Au niveau des textes, le duo décrit souvent des événements ou des conditions brutales et cruelles. Au niveau lyrique, ils jouent souvent avec une image diabolique. Les textes tournent aussi souvent autour de la ville natale du duo, Berlin.

## Discographie

### Albums studio
- 2023 : Ultrakunst (avec Live From Earth)

### EP
- 2020 : Amore Hardcore
- 2020 : Liebe in Zeiten der Kola
- 2022 : Eros Massacre
- 2023 : Goodbye Salò
- 2025: Goodbye Salò the remixes

### Singles
- 2020 : Horíme
- 2020 : Das Model
- 2021 : Phenomena
- 2021 : Atmosféra
- 2022 : 3isbär
- 2023 : Die Liebe kommt nicht aus Berlin
- 2024 : Fleisch & Geld
- 2024 : Alleswirdgut (Underworld Remix)

### Remixes
- 2022 : Bang Juice de Lucinee
- 2022 : Alleine de Yung Hurn

### Compilations
- 2021 : Satan was a Babyboomer – DURCH[digital]Solidarity 002
- 2022 : Nightclubbing (Brutalismus 3000 Version) – We Are Not Alone Part 5 (BPitch Control)